# Großsteingrab Rolighed
Das Großsteingrab Rolighed ist eine mögliche megalithische Grabanlage der jungsteinzeitlichen Nordgruppe der Trichterbecherkultur im Kirchspiel Søllerød in der dänischen Kommune Rudersdal. Sein Erhaltungszustand ist unklar.

## Lage
Das Grab liegt in Skodsborg, südlich des Landhauses Rolighed im Zwickel zwischen dem Skodsborg Strandvej und einer Einfahrt.

## Forschungsgeschichte
Im Jahr 1983 führten Mitarbeiter des Dänischen Nationalmuseums eine Dokumentation der Fundstelle durch.

## Beschreibung
Nach Aussage eines Gärtners aus Rolighed befanden sich am Fundort mehrere aufrecht stehende flache Steine, möglicherweise Reste eines Großsteingrabs. Weder zur Hügelschüttung noch zur Grabkammer liegen genauere Angaben vor. Die Steine wurden abgedeckt und der Hügel als Steinsammelplatz benutzt.